# Острув (Келецький повіт)
Острув (пол. Ostrów) — село в Польщі, у гміні Хенцини Келецького повіту Свентокшиського воєводства.
Населення — 599 осіб (2011).
У 1975-1998 роках село належало до Келецького воєводства.

## Демографія
Демографічна структура на день 31 березня 2011 року:
|          | Загалом | Допрацездатний вік | Працездатний вік | Постпрацездатний вік |
| -------- | ------- | ------------------ | ---------------- | -------------------- |
| Чоловіки | 315     | 68                 | 210              | 37                   |
| Жінки    | 284     | 57                 | 162              | 65                   |
| Разом    | 599     | 125                | 372              | 102                  |